# ديزيتشه
ديزيتشه (بالفارسية: دیزیچه) هي مدينة تقع في إيران في البلدة المركزية. يقدر عدد سكانها بـ 17,966 نسمة .